# Litobrochus externatus
Litobrochus externatus là một loài Trichoptera hóa thạch trong họ Polycentropodidae.